# John Byington
John Byington   (Hinesburg, 8 d'octubre de 1798 - Battle Creek, 7 de gener de 1887) fou un pastor i el primer president de la Conferència General dels Adventistes del Setè Dia. El seu pare, Justus, fou soldat a la Guerra de la Independència dels Estats Units, un predicador itinerant de l'Església Metodista Episcopal i més endavant el primer president de l'Associació de Vermont d'aquesta església. Amb set anys arribà a la convicció de pecat, i el 1816, amb 18 anys, es convertí al cristianisme. Arribà a ser un metodista laic actiu, però amb 21 anys emmalaltí, i tingué una depressió que durà tres anys. Retornà a la feina dividint el seu temps entre l'agricultura i la predicació.
Byington fou actiu en el moviment anti-esclavatge i quan el lideratge de l'Església Metodista Episcopal s'oposà a l'abolicionisme, decidí retirar-se d'aquesta denominació i s'uní a la Wesleyan Methodist Connection formada pels metodistes que s'oposaven a l'esclavatge. Ajudà a erigir l'església que hi ha a Morely, Nova York.
El 1844 participà com a delegat laic a la sessió organitzacional de l'Associació General Wesleyana a Cleveland, Ohio, i més tard es convertí en pastor metodista wesleyà i començà a dirigir l'església de Lisbon, Nova York. Regularment hostatjava indígenes americans i esclaus fugitius a casa seva.
Per demanda de James White, Byington es traslladà a Battle Creek, Michigan, el 1858. Treballà amb James White i John N. Andrews en pro del creixement del naixent moviment adventista. El 1863, a la primera sessió de l'Associació General de Battle Creek, se'n convertí en president.